# Blackwood Games
Blackwood Games або Crytek Kiev — приватна компанія з розробки комп'ютерних ігор, ігрових рушіїв та комп'ютерних графічних технологій. Компанія була створена вихідцями зі студії Crytek Kiev у 2019 році в Києві. Blackwood Games відома завдяки створенню гри Warface та ігрового рушія CryEngine 3, що використовує інструмент PolyBump, створений на технології рельєфного текстурування.

## Історія компанії

### Crytek Kiev
Компанія розпочала діяльність 1 жовтня 2005 року, коли були найняті перші три співробітники, серед яких був Максим Дембік, її постійний керівник. Сама ж київська філія Crytek була офіційно відкрита 23 січня 2006 року як невелика студія для підтримки й аутсорсингу. Київський офіс став першим зовнішнім офісом німецької Crytek.
З моменту відкриття студія займалася підтримкою розробки Crysis і ще одного не анонсованого проєкту Crytek. Однак вже 11 травня 2007 року Crytek оголосила, що київський офіс був модернізований в повноцінну студію під назвою «Crytek Kiev». Було заявлено, що Crytek Kiev почав самостійну роботу над грою, заснованої на новій інтелектуальної власності Crytek..
У 2012 році студія налічувала 80 співробітників.
Для створення київським філіалом повністю нової гри керівництво Crytek відправило у Київ зі штаб-квартири у Франкфурті Михайла Хаймзона, який був провідним художником при розробці Far Cry і артдиректором Crysis. Після закінчення розробки Crysis він був призначений креативним директором київської студії й очолив всю креативну роботу над новим проєктом. На цей момент штат філії становив близько 20 осіб.
24 лютого 2009 року на офіційному блозі українського ігрового журналу Gameplay з'явилася замітка про те, що редакція журналу відвідала офіс Crytek Kiev і планує в травневому номері журналу опублікувати інформацію про Crytek Kiev і, можливо, про ігровий проєкт, який вона розробляє.
У травневому номері журналу Gameplay № 5 (45) був опублікований фоторепортаж з київської філії Crytek. Під час візиту журналістів розробники повідомили, що на березень 2009 року колектив студії складається з 50 осіб і що вона вже півтора року розробляє гру, засновану на новій інтелектуальної власності.
14 серпня 2009 року російськомовний ігровий сайт і сервер PlayGround.ru опублікував інтерв'ю з керівником студії Crytek Kiev Максимом Дембіком, який повідомив багато деталей і подробиць про функціонування студії. Згідно з його даними, до цього моменту філія мала в штаті 54 людини і продовжувала набір кадрів. Дембік поділився інформацією про використаний рушій і присутності гри лише на ПК, що було пов'язано з відсутністю в штаті Crytek Kiev фахівців з розробки мультиплатформових ігор під ігрові консолі.
Наприкінці січня 2010 року ігровій пресі стало відомо, що Єгор Бондар, який в цей час працював дизайнером рівнів в компанії Ubisoft, з листопада 2008 по липень 2009 року працював в Crytek Kiev над ще не анонсованим багатокористувацьким шутером від першої особи (MMOFPS). 16 серпня 2011 року було оголошено, що цим таємничим проєктом є MMOFPS «Warface», офіційний анонс якого пройшов 25 листопада 2010 року.

### Blackwood Games
- У 2019 Blackwood Games перенесли онлайн шутер Warface на 64-бітну версію клієнта, а також випустили глобальне оновлення Марс і компендіум «Армагедон». Наразі працюють «під крилом» My.com.
- В кінці 2019 року в Warface була випущена спецоперація «Гідра», в якій загону Warface доведеться захищати термінал від наступаючих сил ворога.
- В лютому 2020 року, Warface був випущений на Nintendo Switch.

У 2021 році засновник Blackwood Games Михайло Хаймзон покинув компанію.

## Виготовлений продукт

### Ігри
Warface — комп'ютерна гра в жанрі масового багатокористувацького онлайн-шутера від першої особи (MMOFPS). Гра розроблена студіями компанії Crytek: українським філіалом Crytek Kiev (спільно з Crytek Seoul), британською філією Crytek UK і турецькою філією Crytek Istanbul, з 2019 роки за неї відповідає студія Blackwood Games. Проєкт використовує ігровий движок CryEngine 3.5 і випущений для персональних комп'ютерів.

### Ігрові рушії (двигуни)
CryEngine 3 — ігровий рушій, розроблений Crytek і є наступником рушія CryEngine 2. Вперше застосований в шутері від першої особи Crysis 2. CryEngine 3 є першим не ПК-ексклюзивним рушієм Crytek, — він орієнтований на ігрові приставки Microsoft Xbox 360 і Sony PlayStation 3. Крім того, рушій орієнтований на розробку масових багатокористувацьких онлайнових ігор (англ. Massive Multiplayer Online Game — MMOG). Рушій CryEngine 3 є повністю комерційним, і основним аспектом при його розробці було його ліцензування іншими компаніями.